# Yitzhak Yedid

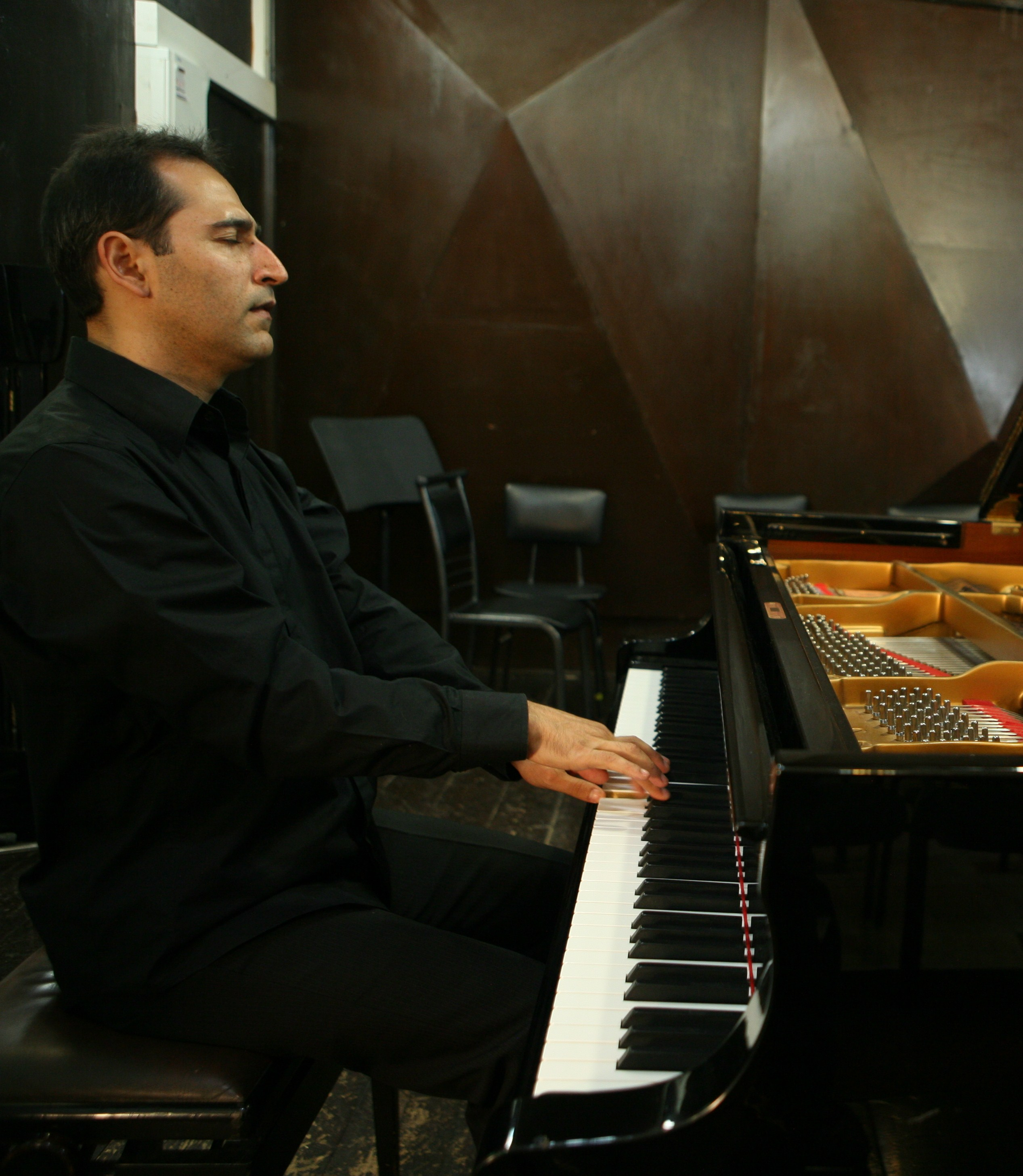
Yitzhak Yedid, March 2009

Yitzhak Yedid, (hébreu : יצחק ידיד), né le 29 septembre 1971 à Jérusalem en Israël, est un compositeur et un pianiste israélien.
Yitzhak Yedid incorpore des motifs traditionnels de la musique de son pays d’origine à la musique occidentale contemporaine. Véritable fusion des cultures, les mélodies orientales entremêlent à la New Music et à l’improvisation jazzistique.
Yedid s’est produit dans de nombreux festivals : Europe, Israël, Canada. Il a beaucoup enregistré, entre autres un duo avec le réputé pianiste américain Paul Bley.
Ses compositions lui ont valu des critiques enthousiastes tant en Israël qu'ailleurs dans le monde.
Myth of the cave a été particulièrement bien accueilli[réf. nécessaire].
Ses projets actuels comprennent une suite pour oud, contrebasse et piano devant être interprétée par un ensemble israélo-palestinien. Yedid travaille également avec le saxophoniste éthiopien Abate Berihun dans le duo Ras Deshen : une rencontre de la musique traditionnelle éthiopienne, la musique israélienne, l’improvisation et le jazz.
La musique de Yedid est techniquement complexe et profonde dans le concept. S’écartant des sentiers battus, elle engendre une sonorité à la fois originale et captivante[réf. nécessaire].

## Discographie
- 2012 : Visions, Fantasies and Dances, Music for String Quartet
- 2008 : Oud Bass Piano Trio, Between the lines
- 2006 : Reflections upon six Images, Between the lines
- 2005 : Passions & Prayers, Between the lines
- 2003 : Myth of the cave, Between the lines
- 2002 : Inner outcry – Yedid trio, Musa records
- 2002 : Ras Deshen – avec Abate Berihun, Ab
- 2000 : Full moon Fantasy – solo piano, Musa Records
- 1998 : Trio avec Masashy Harada & Bahab Rainy
- 1997 : Duo Paul Bley & Yitzhak Yedid